# Josef Schwegel
Josef Schwegel, uváděn též jako Jožef Schwegel nebo Švegel či Žvegel (29. února 1836 Zgornje Gorje – 16. září 1914 Bled), byl rakouský šlechtic, diplomat a politik z Kraňska, na konci 19. a počátkem 20. století poslanec Říšské rady.

## Biografie

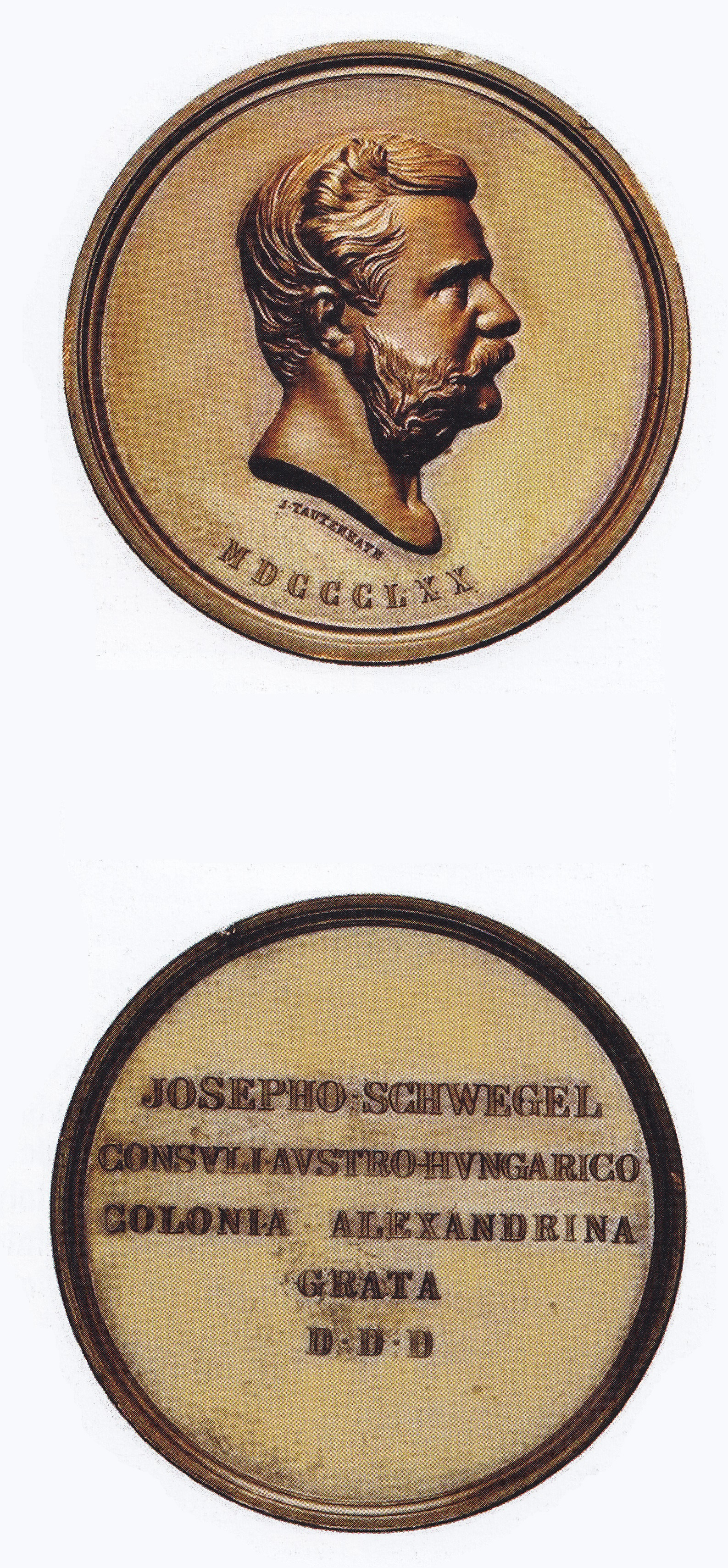
Josef Schwegel, konzulární medaile

Byl synem rolníka. Vychodil obecnou školu ve Villachu a gymnázium v Lublani. Roku 1854 nastoupil na studium lékařské vysoké školy Josephinum ve Vídni. Ještě téhož roku ale přešel na Orientální akademii, kde studoval do roku 1859. Složil konzulární zkoušky a nastoupil do diplomatických služeb. Od roku 1859 pracoval na rakouské ambasádě v egyptské Alexandrii, od roku 1869 jako konzul. V roce 1870 přešel jako konzul na velvyslanectví do Cařihradu a byl vedoucím obchodní kanceláře při této misi. Od roku 1873 pracoval ve funkci dvorního a ministerského rady přímo na ministerstvu zahraničních věcí ve Vídni. Zasloužil se o zřízení Orientálního muza. V roce 1875 povýšil na sekčního šéfa. Podílel se na uzavření obchodních dohod s Rumunskem (roku 1875) a Itálií (1876). Byl úzkým spolupracovníkem ministra Gyuly Andrássyho. V roce 1878 se účastnil vyjednávání během Berlínského kongresu. Byl přidělen do čela bosenského odboru ministerstva, který měl nastavit okupační správu v Bosně a Hercegovině.
Roku 1869 zdědil zámek a statek Grimšice v Kraňsku. Byl aktivní veřejně i politicky. Od roku 1883 zasedal jako poslanec Kraňského zemského sněmu. Na sněmu předsedal menšinovému klubu německých poslanců, který si udržoval jistý vliv díky neshodám mezi slovinskými politickými frakcemi. Schwegel měl korektní vztahy se slovinským politikem Ivanem Tavčarem. V roce 1898 podpořil myšlenku zřízení slovinské vysoké školy.
V 70. letech 19. století se zapojil i do celostátní politiky. Ve volbách do Říšské rady roku 1879 získal mandát za velkostatkářskou kurii v Kraňsku. Za týž obvod uspěl i ve volbách do Říšské rady roku 1885, volbách do Říšské rady roku 1891, volbách do Říšské rady roku 1897 a volbách do Říšské rady roku 1901. K roku 1901 se profesně uvádí jako sekční šéf a statkář.
V parlamentu zpočátku patřil k centralistické a liberální tzv. Ústavní straně. Na Říšské radě se v říjnu 1879 uvádí jako člen staroněmeckého Klubu liberálů (Club der Liberalen). V prosinci 1882 se přidal k nově ustavenému poslaneckému Coroniniho klubu, oficiálně nazývanému Klub liberálního středu, který byl orientován vstřícněji k vládě Eduarda Taaffeho. Za člena Coroniniho klubu se uvádí i po volbách do Říšské rady roku 1885. V roce 1887 již je uváděn coby člen frakce Německorakouský klub. V roce 1890 se uvádí jako poslanec obnoveného střechového klubu německých liberálů, nyní oficiálně nazývaného Sjednocená německá levice. I ve volbách roku 1891 byl na Říšskou radu zvolen za klub Sjednocené německé levice. V roce 1897 byl zvolen za Německou pokrokovou stranu. Podle jiného zdroje byl od roku 1885 byl členem klubu Strany ústavověrného velkostatku a v letech 1901–1907 předsedou jejího poslaneckého klubu.
Roku 1907 byl jmenován členem Panské sněmovny (horní komora Říšské rady).
V roce 1875 byl povýšen na rytíře, roku 1879 na barona.